# (36868) 2000 SP150
2000 SP150 (asteroide 36868) é um asteroide da cintura principal. Possui uma excentricidade de 0.11170960 e uma inclinação de 1.81992º.
Este asteroide foi descoberto no dia 24 de setembro de 2000 por LINEAR em Socorro.